# 布尔·辛
布尔·辛（约公元前1895年——约公元前1874年前后在位）（英語：Bur-Suen）伊辛第一王朝国王之一。约活动于公元前19世纪前后的美索不达米亚的伊辛城邦，承袭乌尔·尼努尔塔之位。在位约二十余年，统治时期曾于尼普尔祭祀并刻石。死后由里皮特·恩利尔继任君位。